# Greyhound (película)
Greyhound (Greyhound: Enemigos bajo el mar en España) es una película de guerra estadounidense de 2020 dirigida por Aaron Schneider y protagonizada por Tom Hanks, quien también participa como escritor y productor. Está basada en la novela publicada en 1955 The Good Shepherd, de Cecil Scott Forester. La cinta está ambientada en la batalla del Atlántico durante la Segunda Guerra Mundial. El estreno en cines fue retrasado a causa de la pandemia de COVID-19. Apple adquirió los derechos de emisión de este filme y estrenó la película a través de su plataforma de streaming Apple TV+ el 10 de julio de 2020.

## Argumento
Durante la Segunda Guerra Mundial la marina alemana despliega su flota de U-Boots en el Atlántico Norte con el objetivo de hundir la flota mercante que suministra de material de guerra a Gran Bretaña desde los Estados Unidos. Con la entrada en la guerra, la marina estadounidense empieza a colaborar en la protección de los convoyes por el Atlántico. El Comandante Ernest Krause (Tom Hanks) es destinado al mando del destructor USS Keeling con el nombre en código Greyhound. A su cargo también cuenta con dos destructores británicos que le ayudan en la escolta de 37 barcos mercantes con destino a Liverpool. 
Debido al insuficiente radio de acción de los aviones de escolta el convoy viaja sin protección aérea durante varios días. Ese es el momento aprovechado por varios U-Boot constituyendo una manada de lobos con la intención de hundir los barcos del convoy. Los tres destructores de escolta bajo el mando del comandante Krause tratan por su parte desesperadamente de proteger los barcos mercantes hasta volver a estar de nuevo bajo cobertura aérea desde Gran Bretaña.  

## Reparto
- Tom Hanks como el comandante Ernest Krause.
- Stephen Graham como el teniente Charlie Cole, segundo al mando del USS Keeling.
- Elisabeth Shue como Evelyn, pareja sentimental de Ernest Krause.
- Rob Morgan como George Cleveland, ayudante de cocina.
- Karl Glusman como el marino Eppstein.
- Lee Norris como un marino mensajero.
- Manuel García Rulfo como el marino Melvin López.
- Karl Glusman como Red Eppstein
- Tom Brittney como el teniente Watson
- Jake Ventimiglia como Harry Fippler
- Matt Helm como el teniente J. Edgar Nystrom
- Joseph Poliquin como Lee Helmsman #1

## Producción
En septiembre de 2016 se anunció que Tom Hanks estaba escribiendo un guion relacionado con la Segunda Guerra Mundial y que el mismo Hanks también protagonizaría la cinta. En febrero de 2017, Aaron Schneider fue contratado para dirigir y Sony Pictures adquirió los derechos de distribución de la película.
La fotografía de preproducción tuvo lugar en enero de 2018 en el mar, a bordo del HMCS Montréal, una fragata de la Marina Real Canadiense. En marzo de 2018, Stephen Graham, Elisabeth Shue, Rob Morgan, Karl Glusman y Manuel Garcia-Rulfo se unieron al reparto, y la filmación comenzó en Luisiana.

## Recepción, críticas e inconsistencias
El film plantea a un comandante de un destructor americano cuyo supuesto inexperto comandante por primera vez realiza labores de escolta de un convoy de 37 buques HX-95 hacía Liverpool, este se enfrenta a un Rudeltaktik o manada de submarinos alemanes quienes actúan agresivamente contra la escolta en un intento por hundir la mayor cantidad de buques.
El film muestra principalmente en 91 minutos de 130 minutos que dura el film un escenario de guerra mayormente orientado a la estrategia naval más que los personajes secundarios que no logran desarrollarse y son solo accesorios que desaparecen en una trama estresante, llena de acción y maniobras por parte de un sacrificado, íntegro, cristiano y profesional comandante Krause.
Las tácticas de acecho de los U-boot no son las que habitualmente usaron los alemanes en la guerra submarina, donde el sigilo era lo primordial, sino que delatan su presencia al enemigo sin respetarlo ya sea emergiendo, lanzando sus torpedos o en superficie cañoneando abiertamente a una corbeta mejor armada que el submarino.